# Turmhotel Bad Zurzach
Das Turmhotel Bad Zurzach ist ein sechzehnstöckiges Hochhaus mit einem Panoramarestaurant in Bad Zurzach im Kanton Aargau in der Schweiz.

## Geschichte
Der Turm wurde 1964 erbaut, hat einen quadratischen Querschnitt mit einer Seitenlänge von 10 Metern und ist 62 Meter hoch. Er diente als Wasserturm mit einem Behälter von 100 Kubikmetern, wovon drei fensterlose Stockwerke unterhalb des Restaurants zeugen.
Das Turmhotel Bad Zurzach stellte 2015 den Betrieb ein und dient zur Zeit als Verwaltungsgebäude der benachbarten Stiftung für Gesundheitsförderung Bad Zurzach und Baden, wobei das Restaurant weiterhin regulär geöffnet war. Es wurde 2020 zu einem Eventlokal weiterentwickelt. Da eine Sanierung der veralteten Infrastruktur zu teuer wäre und der kleine Grundriss einen sinnvollen Ausbau verhindert, sollte das Gebäude Plänen aus 2015 zufolge abgerissen werden.
2020 wurde entschieden, den Turm nicht abzureissen. Der Heimatschutz und Denkmalschutz hat einen neuen Turm nicht genehmigt, weil dieser zu nah am Ort gewesen wäre und das Ortsbild gestört hätte. Dies gilt für den alten Turm nicht. Nun laufen Pläne für eine neue Nutzung.

## Aussichtsterrasse
Auf dem Turmhotel befindet sich eine Aussichtsterrasse. Mit dem Lift gelangt man bis zum 16. Stock. Die Terrasse im 17. Stock erklimmt man über eine Treppe im Innenbereich des Gebäudes.
Auf der Aussichtsterrasse sind zwei Panoramatafeln montiert. Vom Turm hat man einen Ausblick auf Bad Zurzach mit dem Thermalbad und Rietheim, dem Rhein sowie auf den Zurzacherberg.
Geöffnet ist die Aussichtsterrasse an Mo. – Fr. von 07:00 – 17:00 Uhr und an Sa. und So. 09:00 – 15:00 Uhr. Der Eintritt ist frei.

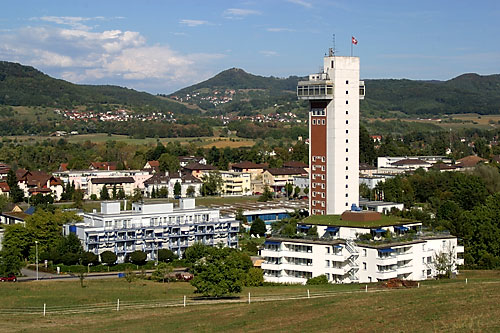
Blick auf Bad Zurzach mit dem Turmhotel
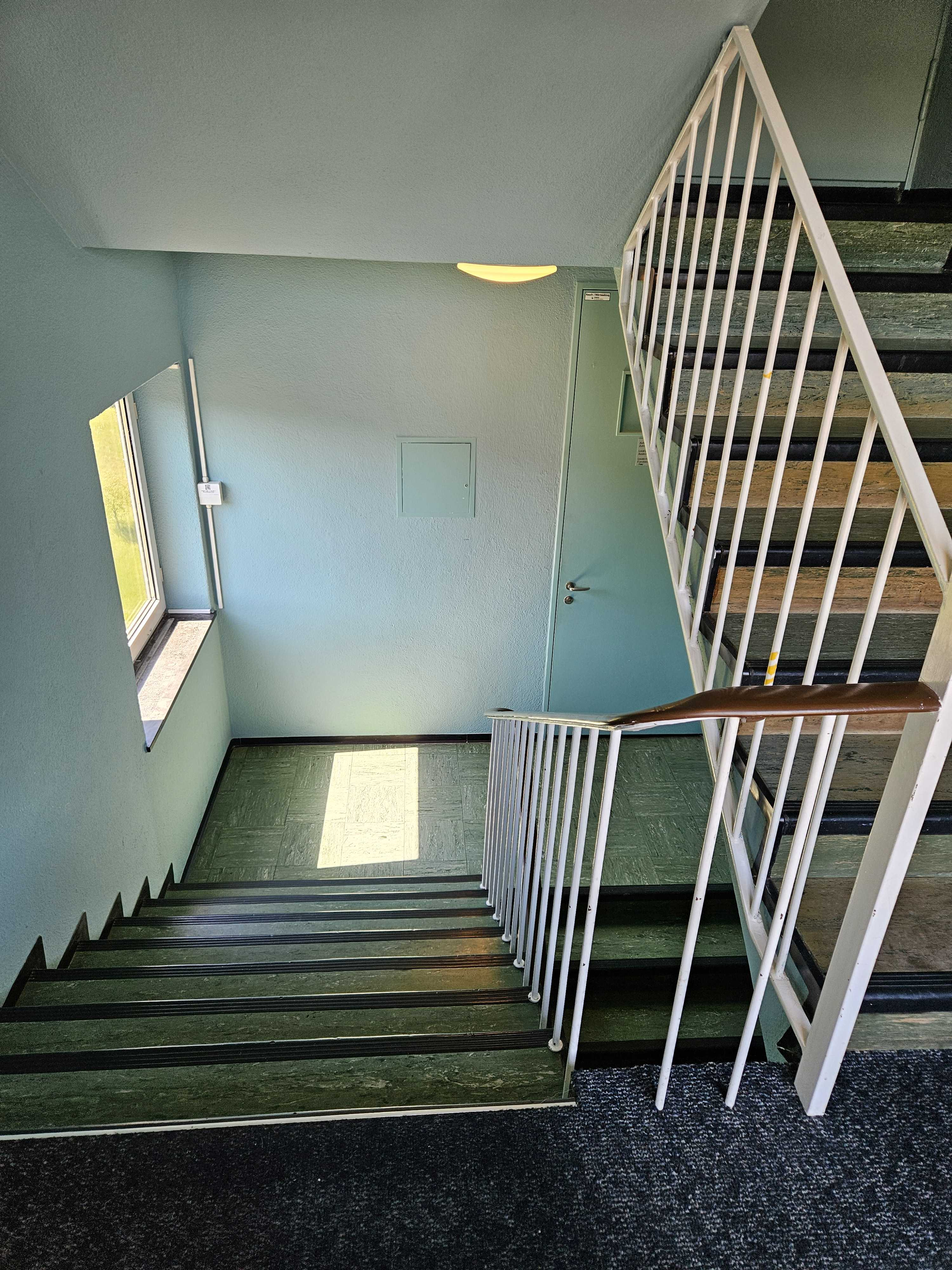
Treppe
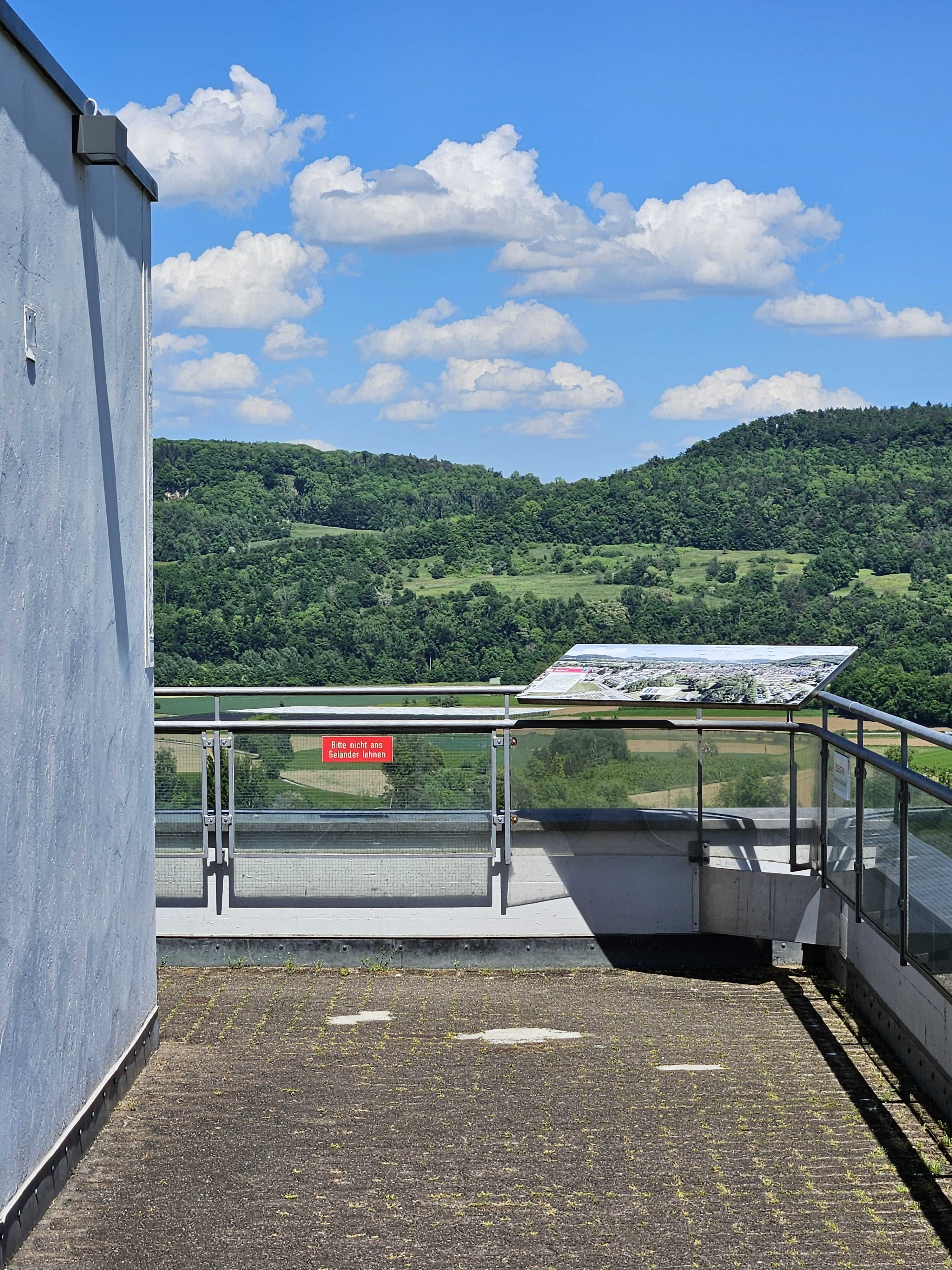
Aussichtsterrasse